# Emilio Borsa
Emilio Borsa (Milano, 6 maggio 1857 – Monza, 11 ottobre 1931) è stato un pittore e incisore italiano figurativo, attivo a Monza fra la seconda metà del 1800 e la prima metà del 1900.

## Biografia

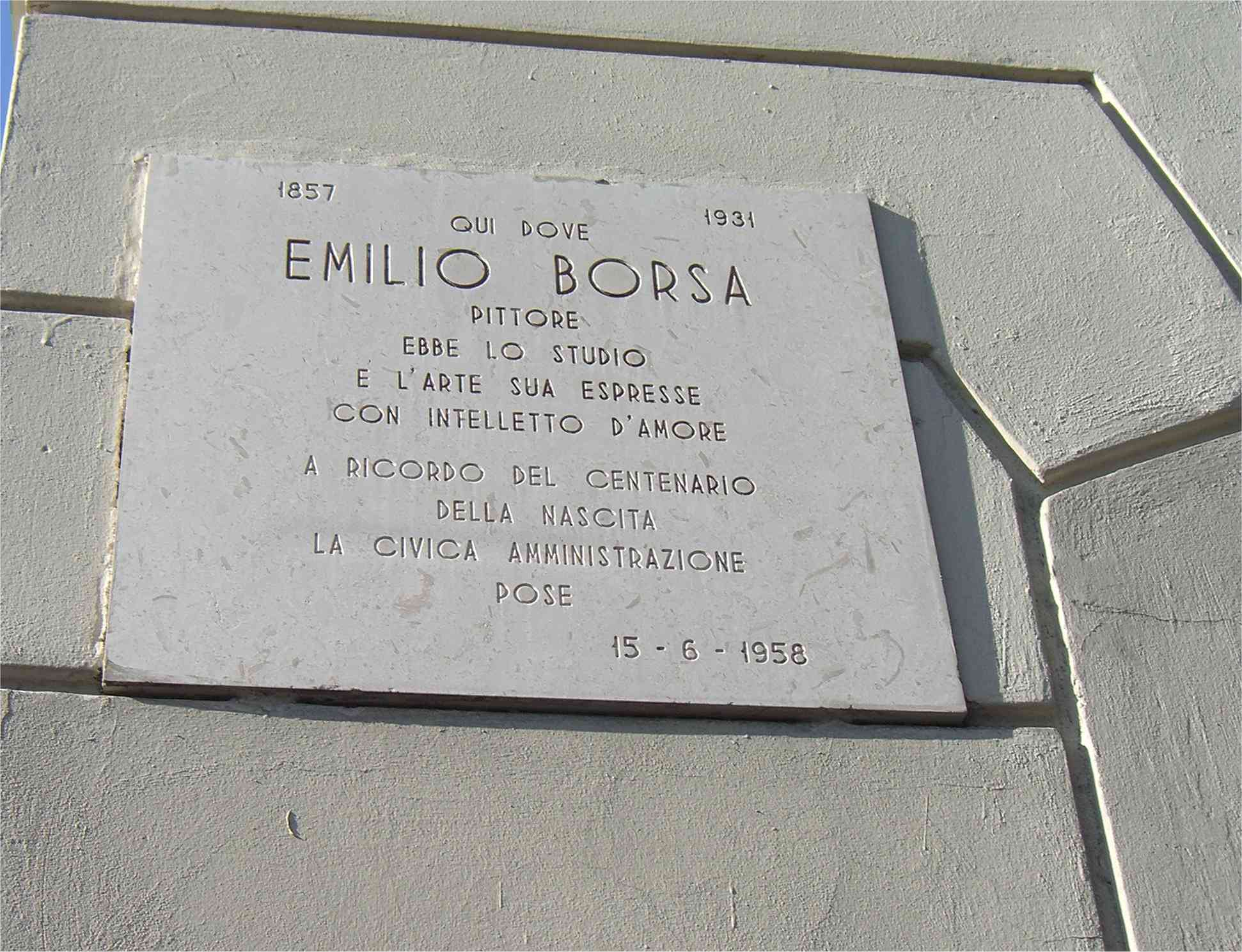
Targa ricordo sullo studio del pittore in via Appiani a Monza

Emilio Borsa nacque a Milano nel 1857, da Paolo Borsa, professore di disegno, e da Regina Bianchi, sorella di Mosè Bianchi e zia di Pompeo Mariani. Al padre e poi allo zio Mosè Bianchi deve la sua prima formazione artistica. Frequentò l'Accademia di Brera, seguendo i corsi di Francesco Hayez. Si dedicò in prevalenza al paesaggio e a scene di genere anche se non disdegnò l'arte del ritratto.
Nel 1907 partecipò alla VII Esposizione internazionale d'arte di Venezia. Nel 1889 fu premiato all'Esposizione universale di Parigi e nel 1892 all'Esposizione italo-americana di Genova. Nel 1901 vinse il Premio Principe Umberto con il suo quadro Foglie morte.
Molti suoi quadri si trovano in vari musei come Bosco d'estate nella Galleria Nazionale di Roma, Bosco nella Galleria d'Arte Moderna di Milano, Mulini a Monza nei Musei Civici di Monza. Tuttavia molte sue opere furono acquistate da privati e restano dunque non accessibili al pubblico. Basti ricordare Nella valle e Quiete del lago, acquistati da Umberto I e Ultimo inverno acquistato da Vittorio Emanuele III, oltre a Vigilia di Natale, Amor riscalda, La roggia, Buon cuore, Solitudine, Sera d'inverno, Verso la notte, Ritorno dal pascolo e il famoso Foglie morte di proprietà della famiglia Cambiaghi di Monza.